# Willy Vannitsen
Willy Vannitsen (Sint-Truiden, 8 febbraio 1935 – Tienen, 19 agosto 2001) è stato un ciclista su strada e pistard belga.
Professionista tra il 1954 ed il 1966, vinse due tappe al Tour de France e una Freccia Vallone.

## Carriera
Corse per la Peugeot, la Van Hauwaert, la Cora, la Ghigi, la Urago, la Carpano, la Baratti, la Wiel's, la Flandria e la Dr. Mann. Le principali vittorie da professionista furono una tappa al Giro d'Italia 1958, due tappe al Tour de France 1962, cinque tappe alla Paris-Nice, oltre alla Freccia Vallone ed alla Tre Valli Varesine nel 1961.

## Palmarès
- 1951 (dilettanti)

Campionati belgi, Prova in linea dilettanti
- 1953 (dilettanti)

1ª tappa Giro del Belgio dilettanti (Hasselt > Sint-Truiden)
5ª tappa Giro del Belgio dilettanti (Torhout > Haasdonk)
- 1954 (Peugeot, sei vittorie)

1ª tappa Giro del Belgio dilettanti (Liegi > Namur)
2ª tappa Giro del Belgio dilettanti (Namur > Opwijk)
6ª tappa, 1ª semitappa Giro del Belgio dilettanti (Tollembeek > Haasdonk)
8ª tappa Giro del Belgio dilettanti (Geel > Sint-Truiden)
4ª tappa Ronde van Limburg dilettanti (Lommel > Wellen)
5ª tappa Ronde van Limburg dilettanti (Wellen > Hasselt)
- 1955 (Van Hauwaert, una vittoria)

1ª tappa Giro del Belgio (Bruxelles > Stavelot)
- 1956 (Faema, tre vittorie)

Circuit des régions fruitières
1ª tappa 3 Daagse van Antwerpen
2ª tappa Giro dei Paesi Bassi (Meppel > Leeuwarden)
- 1957 (Peugeot, due vittorie)

Tour du Limbourg
Circuit des régions fruitières
- 1958 (Ghigi, cinque vittorie)

Circuit du Limbourg
2ª tappa Parigi-Nizza (Auxerre > Vichy)
3ª tappa Parigi-Nizza (Vichy > Saint-Étienne)
Giro di Toscana
1ª tappa Giro d'Italia (Milano > Varese)
- 1959 (Ghigi, tre vittorie)

1ª tappa Giro del Belgio (Bruxelles > Mouscron)
1ª tappa Parigi-Nizza (Parigi > Gien)
G.P. Wingene - Kampioenschap van West-Vlaanderen
- 1960 (Carpano, due vittorie)

Tour du Limbourg
1ª tappa Brussel-Sint-Truiden
- 1961 (Carpano, sei vittorie)

Circuit du Limbourg
Circuit du Brabant central
Freccia Vallone
Tre Valli Varesine
Milano-Vignola
G.P. Wingene - Kampioenschap van West-Vlaanderen
- 1962 (Wiel's, quattro vittorie)

Acht van Chaam
2ª tappa Giro del Lussemburgo (Lussemburgo > Bettembourg)
10ª tappa Tour de France (Bordeaux > Bayonne)
15ª tappa Tour de France (Carcassonne > Montpellier)
- 1963 (Peugeot, tre vittorie)

Circuit des régions fruitières
G.P. Union-Brauerei
Zonhoven-Antwerpen-Zonhoven
- 1964 (Flnadria, una vittoria)

2ª tappa Parigi-Nizza (Auxerre > Montceau-les-Mines)
- 1965 (Ford, tre vittorie)

Grote Scheldeprijs
5ª tappa Parigi-Nizza (Bourg-Argental > Bollène)
4ª tappa, 2ª semitappa Giro dei Paesi Bassi (Simpelveld > Helmond)
- 1966 (Mann-Grundig, una vittoria)

Circuit du Limbourg

### Altri successi
- 1955 (Van Hauwaert)

De Drie Zustersteden
Flèche anversoise - G.P. de la Libération
Brussegem
Circuit de la Gette / Drieslinter
- 1958 (Ghigi)

Vijfbergenomloop

### Pista
- 1957

Sei giorni di Bruxelles (con Rik Van Looy)
- 1961

Sei giorni di Anversa (con Rik Van Looy e Peter Post)

## Piazzamenti

### Grandi giri
- Giro d'Italia

1958: ritirato (9ª tappa)
1959: ritirato
1960: ritirato
1961: ritirato (12ª tappa)
- Tour de France

1962: 70º
1963: ritirato (9ª tappa)
1964: fuori tempo massimo (7ª tappa)
1966: ritirato (15ª tappa)

### Classiche monumento
- Milano-Sanremo

1955: 4º
1959: 7º
1960: 71º
1965: 5º
- Giro delle Fiandre

1959: 15º
1962: 7º
1963: 4º
1965: 4º
- Parigi-Roubaix

1955: 31º
1956: 48º
1960: 49º
1961: 45º
1965: 3º
- Liegi-Bastogne-Liegi

1959: 10º
- Giro di Lombardia

1959: 2º

### Competizioni mondiali
- Campionati del mondo

Reims 1958 - In linea: ritirato